# Plestia

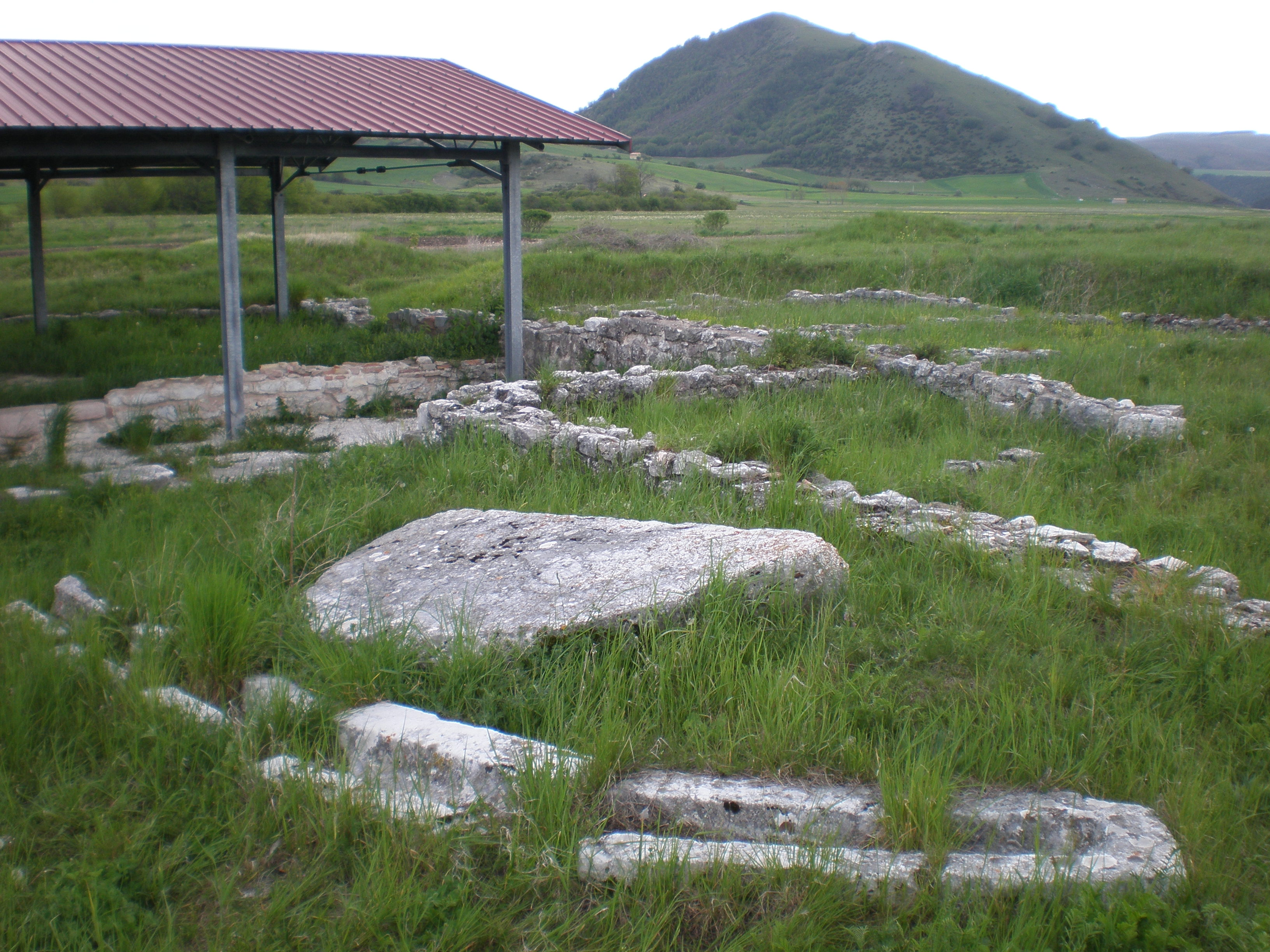
Ruiny dawnego miasta Plestia

Plestia (łac. Diocesis Plestiensis) – stolica historycznej diecezji w Italii erygowanej w czasach rzymskich, a skasowanej w roku 1006.
Ruiny miasta Plestia znajdują się w pobliżu współczesnej miejscowości Colfiorito, które znajduje się w Prowincji Perugia we Włoszech. Obecnie katolickie biskupstwo tytularne ustanowione w 1966 przez papieża Pawła VI.

## Biskupi tytularni
| Lp. | Biskup                | Funkcja                                             | Od                | Do                   |
| --- | --------------------- | --------------------------------------------------- | ----------------- | -------------------- |
| 1   | Leo Christopher Byrne | arcybiskup koadiutor Saint Paul i Minneapolis (USA) | 31 lipca 1967     | 21 października 1974 |
| 2   | Bruno Foresti         | biskup pomocniczy Modeny (Włochy)                   | 12 grudnia 1974   | 2 kwietnia 1976      |
| 3   | Bolesław Filipiak     | dziekan Roty Rzymskiej                              | 1 maja 1976       | 24 maja 1976         |
| 4   | John Nicholas Wurm    | biskup pomocniczy St. Louis (USA)                   | 25 czerwca 1976   | 19 września 1981     |
| 5   | Anthony Milone        | biskup pomocniczy Omaha (USA)                       | 10 listopada 1981 | 14 grudnia 1987      |
| 6   | Thad Jakubowski       | biskup pomocniczy Chicago (USA)                     | 16 lutego 1988    | 14 lipca 2013        |
| 7   | Francisco Coelho      | biskup pomocniczy Bragi (Portugalia)                | 17 kwietnia 2014  | 26 czerwca 2018      |
| 8   | Thomas Neylon         | biskup pomocniczy Liverpoolu (Wielka Brytania)      | 6 lipca 2021      |                      |